# ラインハルト・フォン・ローエングラム
ラインハルト・フォン・ローエングラム (Reinhard von Lohengramm) は、田中芳樹のSF小説（スペース・オペラ）『銀河英雄伝説』の銀河帝国側の主人公。
作中での呼称は「ラインハルト」が多いが、物語進展や場面によってはローエングラム侯（ローエングラム公）という呼び名も頻出する。また、本編開始以前を扱った外伝において、ローエングラムの名跡を継ぐ前は、ミューゼル少佐など、旧姓+その時の階級での呼び名も多い。物語序盤では対立者達からの「金髪の孺子（こぞう）」（あるいは単に「孺子（こぞう）」）という蔑称も頻出した。

## 概要
帝国側の主人公及び物語全体の主人公であり、銀河帝国（ゴールデンバウム朝）の打倒ひいては銀河を統一してすべてを手に入れることを志す青年将校。同盟側の主人公ヤンと並ぶ天才的な軍事の才能を持ち、幼馴染で親友であるキルヒアイスを側近として、下級貴族の出ながら数々の武功を挙げて本編開始時点で20歳ながら既に銀河帝国軍上級大将及び伯爵の地位にいる。最愛の姉アンネローゼを奪った皇帝への反感が野心の発端にあるが、逆にその異例の出世が、皇帝の寵愛を受ける姉の七光りとみなされ、門閥貴族や有力軍人の反感を買ってもいる。
外伝及び物語序盤においては、いずれ帝国の全権を握るために、時に有力貴族らからの妨害や策謀を受けつつも功績を挙げ、立身出世を遂げていく。リップシュタット戦役後に帝国の全権を手に入れ事実上の最高権力者となった後は、銀河統一のため、対同盟との戦争に力を入れるようになり、好敵手である同盟側の主人公ヤン・ウェンリーと熾烈な戦いを行う。同盟滅亡後には、銀河統一として新銀河帝国初代皇帝となりローエングラム朝を開闢する。その後は独立勢力となったヤンに手を焼きつつ、地球教やラングといった佞臣が起こす内乱にも対応を追われる。物語後半で体調を崩すシーンが目立ち始め、やがてこれが未知・不治・致命の病と判明し、25歳で崩御するところで物語は閉じる。

## 略歴

### 生い立ち
帝国暦467年（宇宙暦776年）3月14日、帝国の首都星オーディンに下級貴族セバスティアン・フォン・ミューゼルの長男として生まれる。
幼い頃、事故で母クラリベルを失い、5歳年上の姉アンネローゼにより育てられる。父が財産を食いつぶして下町へ移り住む事となったが、そこで唯一無二の親友であり、後に盟友となるジークフリード・キルヒアイスと出会い、共に少年時代をすごす。
10歳の時、アンネローゼが宮内省の役人に見いだされ、皇帝フリードリヒ四世の後宮に召された。ラインハルトは姉を奪ったゴールデンバウム王朝と皇帝を激しく憎悪し、これがきっかけとなって門閥貴族による専横がまかり通る帝国の現体制に疑問を持つようになる。そして姉を取り戻すため、ゴールデンバウム王朝を倒し、帝国の現体制を変える事を密かに誓う。この決意を唯一知らせたキルヒアイスの同意を得て、最も早く栄達するための方法として軍人になる道を選び、二人で帝国軍幼年学校に進む。幼年学校卒業後、通常は准尉に任官するところ、特別待遇で少尉から軍歴を開始する。

### 帝国軍人として異例の出世
初陣は願っていた宇宙での艦隊勤務ではなく、惑星カプチェランカに駐屯した際の地上戦であった。その後はオーディンの軍務省で大尉として勤務、第5次イゼルローン攻防戦では少佐として駆逐艦エルムラントIIの艦長、大佐として憲兵隊勤務、准将としてヴァンフリートの会戦に参加、少将として第6次イゼルローン攻防戦に、第3次ティアマト会戦時には中将、第4次ティアマト会戦時には大将として戦った。参加した戦いでは天賦の才を発揮して数々の軍事的功績を挙げ、20歳にして上級大将となり、断絶していたローエングラム伯爵家の名跡を継ぐという異例の出世を果たす。
また、そこに至る戦いの中で、後に部下となる優秀な軍人と巡り会う（OVA版においては、末端の兵士達との交流や、原作では描かれなかった後の部下との出会いが追加されている）。しかし、門閥貴族や軍上層部からは、皇帝の姉に対する恩寵による出世と嫉まれた。ベーネミュンデ侯爵夫人にはしばしば命を狙われて何度か絶体絶命の危期に陥ったが、キルヒアイスの活躍もあり暗殺の魔の手から逃れつづけた。
アスターテ会戦の功積で帝国元帥・宇宙艦隊副司令長官、アムリッツァ会戦の功績で宇宙艦隊司令長官・侯爵と軍の実権を着実に握る。リップシュタット戦役では「帝国軍最高司令官（帝国軍三長官職（軍務尚書・統帥本部総長・宇宙艦隊司令長官）を全て兼任した職名）」となり門閥貴族勢力を打倒し、さらに戦役終結後にラインハルトを排除しようとしていた帝国宰相リヒテンラーデ公も排除する。そして自らが帝国宰相も兼任、爵位を公爵に進め、軍事のみならず国政の実権も掌中にし、幼い皇帝の下で事実上の銀河帝国の支配者となる。

### キルヒアイスの死～初代皇帝へ
だが、門閥貴族との戦いの中で自らの過失により盟友キルヒアイスを失ってしまう。一時は自失状態になるが、やがて立ち直り、銀河を我が手に掴む事を亡き親友に誓い、フェザーン自治領、自由惑星同盟を制圧・併呑し、銀河の統一を果たす。宇宙暦799年／帝国暦490年／新帝国暦1年、ゴールデンバウム朝から皇帝位の禅譲（実態は簒奪であったが）を受け、23歳にしてローエングラム王朝を建て、初代皇帝ラインハルト1世として即位する。
新帝国暦2年暮れ、門閥貴族抗争の際に出会い、首席秘書官を経て大本営幕僚総監に就任していたヒルダを皇后に迎えた。

### 皇帝病により25歳で崩御
その後の動乱も陣頭に立ち続けたが、その陣中で「変異性劇症膠原病」という奇病に罹っていることが判明する。新病であるこの病には治療法がなく、病名すら仮名でしかなく、ラインハルト以外に罹患例の無いこの病気は後に「皇帝病」と呼ばれることとなる。
新帝国暦3年（宇宙歴801年）7月26日、25歳で崩御。在位は満2年余であった。

## 能力と性格
軍人としては「戦争の天才」「常勝の英雄」として帝国軍将兵の畏敬と忠誠を一身に集める。ただし、その常勝の英雄も、唯一ヤン・ウェンリーにだけは勝利し得ないままだった。何よりも自らが陣頭指揮に当たって勝利を手にすることにこだわり、戦略的により優位な方法を取ることが可能な場合でも、敢えて敵との正面決戦を選ぶ傾向にある。そのため、卓抜した戦略眼を有していたにもかかわらず、用兵家としての本質は戦術家であったとも言われている。この点をヤンに利用され、危機に陥ることもあった。ただし自ら陣頭に立つのは、部下を死地に追いやる立場としての自らの使命感に基づくものでもあり、一概に非難に値するものではない。ラインハルトが自ら陣頭に立った事により、付き従う多くの兵の士気を鼓舞し、忠誠心が誓われた。
ゴールデンバウム王朝時に於けるラインハルトの軍人としての異例な昇進の速さは、姉・アンネローゼが皇帝の寵妃となった事の影響が極めて大きい。ただし、皇帝がラインハルトの昇進を直接指示したりアンネローゼが要望した事例は無い（外伝1巻第2章の記述より）。皇帝の寵妃の弟であるラインハルトは、上官にとっては、その身に危害が及び、万が一にも戦死させれば自身の立場が危うくなる厄介事の種であり、ラインハルトが手柄を立てる都度それを言い立てて栄転を働きかけ、厄介払いしたのが真相であった。また、ラインハルトは同僚や部下としては極めて付き合いづらく扱いにくい性格であり、その才能と行動力の旺盛さと容赦のなさは「走るトラブル」と酷評されたことさえある（後述）ほどで、ある意味遠ざけたくなるのも当然であった。こうした特殊な立場による異常な昇進から現体制下で苦労を重ねながら出世したり、地位や待遇を改善しようと努力する人間達からは門閥貴族と同等以上に憎悪されることにもなっている。無論、その地位に相応しい武勲を立て続けた事に相違なく、ロイエンタールやミッターマイヤーなどの後の部下は、初めてラインハルトの姿を見た時（ヴァンフリート星域会戦直後）に、それを見抜いた事を示す発言を口にしている。ただしローエングラム伯の叙爵については、皇帝の指示によるものである。
基本的には堂々たる勝負を好むが、オーベルシュタインの登用にも見られるごとく、政略や謀略の有効性も熟知しており、時と場合によっては非情な決断を下す冷徹さも備えている。時には守るべき民衆さえも戦略や政略のために利用し犠牲にすることさえあり、本人も後ろめたさを感じつつも割り切らざるを得ず、キルヒアイスと口論を起こしたり、後年になって利用された側の遺族が憎悪からラインハルトの暗殺を謀る事件まで発生した。
政治家としても才と力量に優れ、ゴールデンバウム王朝の悪しき制度を一新し、公平な税制と公平な裁判を旨として、帝国人民の支持を集めた。特にリップシュタット戦役を経て帝国の実権を握った直後から大掛かりな司法／行政改革に着手し、農民金庫の新設や言論の自由（不敬罪を除く）の保障などを実行、さらに貴族の中でも開明派のブラッケやリヒター、皇帝即位後には実力派技術官僚（テクノクラート）のシルヴァーベルヒ等を登用して改革を促進している。こうした政策からラインハルトは民衆の圧倒的支持を集め、ヤンもラインハルトを最も理想的な専制君主と評した。
ジークフリード・キルヒアイス死去直後には帝国元帥、及び生前に遡って軍務尚書・統帥本部総長・宇宙艦隊司令長官・帝国軍最高司令官代理・帝国宰相顧問の称号を贈るも、その墓碑銘は「我が友」のみ。戦死後帝国元帥に昇進しジークフリード・キルヒアイス武勲賞を授与されたファーレンハイト・シュタインメッツらの葬礼・墓碑も国費で賄われたが、墓碑に刻まれたのは氏名・階級・生没年月日のみで、ラインハルト自身も生没即位年月日と「皇帝ラインハルト・フォン・ローエングラム」のみとなる。同盟の併呑時に、その美意識・羞恥心に反する、故アーレ・ハイネセンの巨大銅像の破壊を命じているが、同氏の記念館や墓所には不干渉であった。また勅命を以て、ローエングラム王朝の存続するかぎり、皇帝の像を、没後10年以内に、しかも等身大をこえて建設してはならない、と命じている。（かねてより不快に感じている作中描写があった、ルドルフ・フォン・ゴールデンバウム像に対する処置は作中不明）
銀河英雄伝説本編の時代にラインハルトという偉大な個性の登場無くば、ゴールデンバウム朝銀河帝国は各々有力貴族を核とする小王国群に分裂、民衆蜂起の末更に細分化され、収拾の付かない動乱に突入、（フェザーン＋地球も国力衰退の同盟も、銀河帝国領域の併合は無理と判断されたらしく）再統一の日は遥か遠く、孤立諸惑星群は文明退化もあっただろうとの、後代多くの歴史家の合意があるとしている。
欠点は、行動的かつ外向的な性格ゆえに、自己の内面を見つめることが少なく、結果としてヤン・ウェンリーのような学究的思考が皆無に近いこと。それに加え、自身が天才であるがゆえに、凡人の心理を理解することが出来ず、彼らの心情に配慮することも出来なかった。そのため、自分から敵を増やすような側面があった。また、民主政治の欠点について冷徹な客観性によって指摘する分析能力がありながら、民衆がなぜルドルフ・フォン・ゴールデンバウムやヨブ・トリューニヒトに権力を与えたのかを、ついに終生理解し得なかった。彼が民主主義を支持せず、むしろ終始民主政治に批判的であったのは、それが主因だと考えられる。

## 人事と失敗
人事登用面では優秀な人物の登用に努めて彼らを適材適所に配置し、旧弊著しいゴールデンバウム王朝を極めて機能的な組織に刷新した。ただし人事面の失敗とは無縁ではなかった。
例えば、旧体制下で既得権を得ていたシャフトやラングを登用するなどといった失敗もあった。これは清廉潔白である事に自らが劣等感を抱いており、君主として清濁併せ飲む度量を持とうと努めた結果の失敗だと言われる。また、せいぜい中将までの力量だったと評されるレンネンカンプに大任を与え、後にそれが大きな災禍を招くなど人材登用の失敗が致命的事態に至った例もある。これについては、作中にてエルネスト・メックリンガーが「望遠鏡が顕微鏡を兼ねなかったからとして非難するべきでない（全てにおいて万能は有り得ない）」という主旨の擁護発言を行っている。
また、追い詰められた状況下とはいえ大規模な叛乱を企てる事になったロイエンタールに、広大な旧同盟領と大規模な宇宙艦隊を任せた人事はラインハルト自身も誤りであったと発言している。
ヨブ・トリューニヒトをロイエンタールの高等参事官に任じた事は、彼の美学からすれば有り得ない予想外の失敗であった。おそらくこのような人事をトリューニヒトは拒絶すると予想し、それを理由に二度と仕官させない事を意図してのものだったのだが、ラインハルトの予想に反してトリューニヒトはあっさりと受けてしまった。ただし結果としてロイエンタールがトリューニヒトを殺害する機会を作る事となり、このラインハルトの失敗は、悪い結果にはつながらなかった。
冒頭の通り、自ら陣頭指揮に当たって勝利を手にすることへのこだわりも、状況によっては欠点となった。バーミリオン星域会戦はその一例であり、ヤンと対等の立場で戦う事に固執したことが一因となって、敗死につながりかねない事態へと追い込まれた。戦略的には部下の反転・包囲を待つ持久の方針を立てたものの、自分自身が待つ事に耐えられず、ヤンの詭計に乗せられる結果となった。
また、その好戦的・外向的な性格故かテロリズムに対する防衛意識が薄いという意外な欠点があり、上記の通り暗殺者の魔手に狙われる機会が数多くあれども自分自身に対する保身をあまり重要視しようともせず警護やセキュリティが疎かになる場面が数多くあり、窮地に陥るばかりか関係者を危険に晒したり、死を招くという最悪の結果を招いたりもした。そうした意味もあって臣下達はセキュリティを盤石なものにするため新宮殿の建設を急ごうとしたものの本人はまるで無頓着でホテル暮らしを続けようとしたり、仮皇宮に移ってからも最小限の警備に抑えた結果、自分の家族を危険に晒してしまう失敗を犯してしまった。

## 人柄
容姿はきわめて端麗で、豪奢な金髪と蒼氷色（アイス・ブルー）の瞳を持つ白皙の美青年として描かれている。しかし、これは「自ら勝ち獲ったものではない」ので本人は特に誇ってはいない。子供っぽい面があり、物語開始時に身長183cmだが、その6年ほど前まで並んでいたキルヒアイスの身長が少し伸びて7cmの差が出来たため、親友を置き去りにして背を伸ばすのかと食って掛かったことがある。食べ物で嫌いな物はチシャ。
「その人となり、戦いを嗜む」と評され、自己主張をはっきりと行う性分で、好戦的で激情家としての側面がしばしば登場する。特に姉について中傷されると激昂する。幼少期よりその傾向があったようで、敵を作ってばかりとキルヒアイスに心配されたり、挑発したクラスメイトの頭部を石で執拗に殴ることもあった。「戦いを嗜む」とは、状況の解決に軍事的手段を優先させがちな彼の本質を端的に表した言葉といえる。当然ながら提督達もこの性格を熟知しており、ミッターマイヤーはラインハルトが危篤に陥った時、ラインハルトが死んでヴァルハラに行ったら、先に死んでいった提督達を集めてヴァルハラの征服に乗り出すのではと一瞬夢想した程である。
他人の下にいることを嫌い、そのためか幼年学校時代は上級生・同輩ともしばしば喧嘩沙汰に及んでいる。また、幼年学校以前の学校の同級生からも、尊大な性格によって嫌われていた様子が、その同級生とキルヒアイスとの会話により明らかにされている。入隊後も、その横紙破りな苛烈さゆえに「歩くトラブル」ならぬ「走るトラブル」と評されたこともあり、上司や同僚の評判は頗る悪かった。一方で、幼年学校時代の下級生からは慕われており、目下の者から好かれるカリスマ性は、既に幼少期から発揮していたようである。10代の頃は、貴族からは「生意気な金髪の孺子（こぞう）」と呼ばれ、物事の核心を突く性格で「嫌われ者」であったようで、謂わゆる文化人類学で分類される先天的英雄性特質を持っていた様である。
ゴールデンバウム王朝の不公正な伝統を憎む一方で、普遍的な礼節や慣習はそれなりに重んずる方でもあり、天才型人間に見られるような、無知愚鈍と感じた相手を公衆面前で罵倒して大っぴらに軽蔑するタイプでもなかった。特に即位して以降は物腰が柔らかくなり、女性などに対しては敬語を使うなど丁寧な言葉を選ぶようになり、部下の提督らに対しても礼節を保ち頭ごなしに命令するような態度を取ることは滅多になくなった。その地位に伴う義務を背負い、責任を果たすことを当然と考え、独裁体制確立後は全ての決裁を元帥府で済ますことが出来たにもかかわらず、帝国宰相としての仕事は宰相府に赴いて執り行うなど、決して安楽に走ろうとせず職務に精励した。
ラインハルトは安全な場所で戦争を指揮して兵士たちを死地へと向かわせるような権力者を忌み嫌い、戦いにおいては常に最前線に身を置いた。皇帝に即位した後も、自らを必ず最前線の陣頭に置いた。重臣達からしばしばその危険性を上申されたが、ほとんどの場合はそれを一蹴した。ロイエンタールの叛乱においても、実際にはミッターマイヤーではなく自分が戦いたかった様子が見える。しかし、部下の武勲を横取りしないようにも意識しており、勝ち戦の途中から前線に出ることを控え、ある程度戦局が落ち着いたら身を引くことも多い。
歴史上の英雄たちと同様、人材コレクターで優れた人材を集めることに余念が無く、相手が優秀とみれば、貴賤、年齢、所属勢力を問わず麾下に招いている。リップシュタット戦役において敵対したファーレンハイトやシュトライトをその後招いたり、バーミリオン星域会戦の後にヤンと直接会談した際、ヤンを帝国に招く提案をしたのもその現れといえる。前項に挙げられたように、人事に失敗することもあるが、それ以上に適材適所に配置した人事で、軍事及び国家運営の両面で見事な成功を収めている。
対して、己の才を過信・誤認している者や、自分の行動原理に反した言動をする者には容赦なかった。身分や階級、年齢差にも遠慮がなく、フレーゲル男爵を筆頭とする旧銀河帝国の門閥貴族のように、本人は無能でありながら家柄を理由に厚遇されることを当然と考えるような輩には、特に苛烈であった。ただし、グリンメルスハウゼン子爵のような、自らの無能を素直に認める者に対しては、その怒気も空回りしたようである。
ヴェスターラントの虐殺の黙認、それに関連して自ら招いた盟友キルヒアイスの死と、それによって姉アンネローゼが遠ざかった事は、一種のトラウマとなって常に彼の生涯に暗い影を落とした。新帝国暦2年、ヴェスターラントで家族が虐殺されたという男が起こした暗殺未遂事件の時にも、その男の発した（自己犠牲を他者に強いる権力者の欺瞞に対する）痛烈な非難に激しく動揺し、男を解放しようとまでした。
元々、帝国貴族とは名ばかりの貧しい家庭で育ったため、私生活では質素を好み、帝国皇室の式典や、貴族のもてなしなどを嫌う一面もあった。即位後も常は皇帝専用に仕立てられた軍事用と政事用の2種類の軍服のみを愛用し、式典も簡素に抑え、身軽を好んで大人数の随行を嫌った。また、やや常識に疎いところがあり、作品の中でも「無趣味でワーカホリック気味」という性質で描かれている。そんな彼について、アンネローゼは「1光年以下の単位の出来事に興味がない」と評している。
特に女性関係については極めて疎く、かつ経験が乏しい。そのせいか、彼の女性に対する考え方については、一貫性が見られない。一貫しているのは、彼自身の性的欲求が極めて乏しく、自ら女性を求めようとしなかったことであり、これは姉のアンネローゼが後宮に入れられた、少年期の喪失体験に強く影響を受けたものと思われる。ヒルダに求婚した際には、普段のラインハルトには見られないような狼狽ぶりを見せ、ミッターマイヤー夫婦の前例に倣って巨大なバラの花束（しかも「赤白取り混ぜた」ド派手な）を持参し、ヒルダの父親マリーンドルフ伯を内心苦笑させている。また、息子であるアレク大公の名前を考えていた時は、丸めた紙でデスクの周りを散らかしており、侍従のエミールを呆れさせている。
理詰めで判断する性格ゆえか、ユリアン・ミンツに「ユーモアの才能はそれ程ない」と評されており、作中でしばしば冗談を言うが、それが彼の容貌や軍事的・政治的才覚ほど周囲の者に感銘を与えたケースは絶無である。一方、キルヒアイスは「人を貶す時まで表現が華麗なので陰湿な印象がないのが美点」と評している。
崇拝者からは「金髪の有翼獅子（グリフォン）」「玉座の革命家」、敵対者からは「生意気な金髪の孺子（こぞう）」「スカートの中の大将」と呼ばれた。ヤン艦隊を含めた同盟では「白い艦の司令官」「ローエングラム伯（侯/公）」「皇帝（カイザー）ラインハルト」と呼ばれていた。後世の歴史家からは「獅子帝ラインハルト」などと呼ばれる。
軍事的能力以外でのヤン・ウェンリーとの共通点に、私生活がきわめて質素であることや、悪びれない図々しい者への寛容さがあげられる。また私生活が質素である点は同じ田中芳樹の作品である『アルスラーン戦記』の主人公アルスラーンにも共通しており、二人とも部下から「一番上が質素すぎると、下の者が贅沢出来ない」と進言されている。ユーモアのセンスに欠けていて、冗談を飛ばしても笑ってもらえない所も共通点である。逆に異なる点は、ラインハルトが勤勉なのに対し、ヤンはむしろ怠惰を好む点である。ラインハルトは自ら歴史を動かす事を欲していたのに対して、ヤンは基本的に傍観者である事を望んだ点も相違点である。
銀河英雄伝説の元作となった未完作・未公表作「銀河のチェス・ゲーム」序章の登場人物でもあり、その為人は旧作から変わりないとされている。

## モデル
作者によれば古今東西の英雄の集合体ということであり、その例として発言されているのは「戦争の天才で、生涯を通じて実質的に不敗なまま幼い子を残して早世し、神話となった」アレクサンドロス大王、「戦争の天才であり異性への関心が極めて薄かった」カール12世、「貧乏貴族として生を受け、少尉から出発し軍人として高位を極めた後に自らの手で帝冠を頂き皇帝に即位した」ナポレオン1世といった人物達である。
アニメ版キャラクターについては、プロデューサーの田原正聖（正利）が自らのウェブで「（キャラクター・デザイナー奥田万つ里によると映画女優の）ダイアン・レインを男にしたという事」と回想している（外部リンクを参照の事）。

## 家族
幼少期に母クラリベルを事故で亡くし、家族は父セバスティアンと姉アンネローゼである。幼い頃に死んだ母に関する記憶は希薄であった。母代わりに養育してくれた姉が後宮に召された際には、下賜金を受け取った父を「姉を金で売った」として終生許すことはなかった。一方で隣家のキルヒアイスとの交わりは深く、ラインハルトやアンネローゼは度々キルヒアイスをラインハルトの兄弟であるかのように扱っている。従ってラインハルトの意識内に於いては、両親を家族とは認識しておらず、親友だったキルヒアイスを家族の一人として認識していた。また、その生い立ちゆえに、本人は自覚していなかったが相当重度のシスターコンプレックスである。
後に妻（ヒルダ）を得て、長男（アレクサンデル・ジークフリード）を儲けるが、妻ヒルダとは、本当に家族になれる時間が無かったと言われる。ただし趣味を持たず政治と軍事が全てであったラインハルトが、ヒルダに政治や軍事の相談をするのは、不器用なラインハルトなりの妻に対する甘えであったかもしれない。ユリアンに対してラインハルトは「皇妃は予よりはるかに政治家としての識見に富む」と言っているが、それはラインハルトにとって最大ののろけではなかったかと、ユリアンは述懐している。一方のヒルダも、秘書である当時にもラインハルトを気遣い、秘書の分を越えた助言をラインハルトにしている。他者には家族としての愛情、男女としての恋愛関係があったのか疑いを持たれる立場であるが、私生活においては不器用なふたりにとって、これが精一杯の愛情表現、恋愛の形であったのかもしれない。また、ラインハルトはヒルダの前で取り乱したり感情を激発させたりなど、無意識のうちにヒルダに対して甘えていたであろう様子がしばしば見られる。ヒルダとの間では結婚当初、お互いをファーストネームで呼び合おうと提案しそのように呼び合っていたが、ほどなくして「陛下」「皇妃」という呼び方に落ち着いている。

## 座乗艦
乗艦は以下の通り。
- 戦艦ブリュンヒルト
本伝全編にわたって乗艦。外伝一巻において大将になった際に皇帝から下賜された新造戦艦で、ラインハルトはレグニツァ上空遭遇戦以降は常にブリュンヒルトに乗艦した。ラインハルトはこの純白（引き渡し時には「銀色にかがやきわたる」とも表現されている）の美しい艦を大変気に入り、以後の戦いにおいても皇帝即位後も終生旗艦を変えなかった。
- 戦艦タンホイザー
外伝一巻序盤、第3次ティアマト会戦における座乗艦。石黒監督版OVAでは外伝『千億の星、千億の光』（ヴァンフリート星域会戦、第6次イゼルローン要塞攻防戦）でも座乗した。
- 駆逐艦エルムラントII（ツヴァイ）
外伝「黄金の翼」での乗艦。イゼルローン要塞駐留艦隊の駆逐艦。ラインハルトは少佐/艦長として第5次イゼルローン要塞攻防戦に参加し、同盟軍の巡航艦を撃沈する。

### 石黒監督版OVAオリジナルの座乗艦
- 駆逐艦ハーメルンII（ツヴァイ）
外伝「叛乱者」での乗艦。イゼルローン要塞駐留艦隊第237駆逐隊所属の旧式駆逐艦。ラインハルトは中尉/航海長として乗艦するが、機関不調により敵中に孤立する。
- 巡航艦ヘーシュリッヒ・エンチェン
外伝「奪還者」での乗艦。イゼルローン要塞駐留艦隊所属の巡航艦。ラインハルトは中佐/艦長として、同盟に亡命したヘルクスハイマー伯爵の拘束と指向性ゼッフル粒子発生装置奪還を目的に同盟領内への単艦潜入作戦を敢行した。

## 演じた人物
アニメ
- 堀川亮（OVA全般／劇場版アニメ 2作品）
- ならはしみき（OVA「第85話遷都令」での少年時代）
- 緑川光（劇場版「黄金の翼」）
- 宮野真守（テレビアニメ「Die Neue These」）
- 川上千尋（テレビアニメ「Die Neue These」少年期）

朗読・オーディオブック
- 堀川亮

舞台
- 松坂桃李（「銀河英雄伝説　第一章　銀河帝国編」、2011年上演）
- ニコラス・エドワーズ（「銀河英雄伝説 撃墜王」、2012年上演）
- 間宮祥太朗（「銀河英雄伝説 輝く星、闇を裂いて」、2012年上演 〜 「銀河英雄伝説 第四章後編 激突」2014年上演）
- 永田聖一朗（舞台「銀河英雄伝説 Die Neue These」、2018年上演）

銀河英雄伝説@TAKARAZUKA
- 凰稀かなめ（2012年本公演）
- 彩花まり（2012年本公演・少年時代）
- 蒼羽りく（2012年新人公演）